# Korál (album)
A Korál együttes debütáló nagylemeze 1980-ban jelent meg. A lemez két legismertebb száma a Maradj velem és az Amit nem mondhattam el voltak. Először LP-n jelent meg.

## Dalok

### A oldal
1. Előszó
2. Kiűzetés a paradicsomból
3. Fekete bárány
4. Hangoddal ébreszt a szél
5. Maradj velem

### B oldal
1. A másik oldalon
2. Anyám, vigasztalj engem
3. Tudom, én is megnyugodnék
4. Amit nem mondhattam el
5. Utószó

## Közreműködött
- Korál együttes
  - Balázs Ferenc – ének, billentyűs hangszerek
  - Fischer László – gitár
  - Scholler Zsolt – basszusgitár
  - Dorozsmai Péter – dob, ütőhangszerek
- I. László Gimnázium Zenekara
- Zakariás István – hangmérnök
- Simon Jenő – zenei rendező

## Forrás
- discogs